# Кибкало Полікарп
Кибкало Полікарп (*1896, Галущина Гребля – †1960?, Рочестер) — український письменник-мемуарист.

## З біографії
Народодився 1896 року на хуторі Галущина Гребля тепер Новосанжарського району Полтавської області у селянській родині. Навчався в народній школі (1903—1907). З 1915 перебував на Західному фронті. Повернувся з фронту в 1918 році і продовжив підпільну боротьбу проти більшовицької влади. Потім працював рахівником у колгоспі. У 1938 за «антирадянську пропаганду» був позбавлений волі на 5 років. Незабаром звільнений (1939). У 1943 виїхав на Захід, перебував у таборах. На початку 1950-х років емігрував до США. Помер у 1960-х роках у місті Рочестер (США).

## Творчість
Автор мемуарів «Чорні дні єжовщини», «Терновим шляхом» (1961).